# Bezeréte
Bezeréte (1890-ig Trnavahora, szlovákul: Trnavá Hora) község Szlovákiában, a Besztercebányai kerületben, a Garamszentkereszti járásban.

## Fekvése
Garamszentkereszttől 8 km-re keletre, a Garam partján fekszik. Saskőkelecsény (Kľačany) és Jálna (Jalná) tartozik hozzá.

## Története
1388-ban „Tornaua" alakban említik először. Kezdetben részben a saskői váruradalomhoz tartozott. 1676-tól a bányakamara tulajdona volt. 1534-ben 13 portája, 1601-ben 13 háza állt. 1715-ben malom és 12 adózó háztartás létezett a településen. 1828-ban 34 házában 230 lakos élt, akik erdei munkákkal, mezőgazdasággal, idénymunkákkal foglalkoztak.
Borovszky monográfiasorozatának Bars vármegyét tárgyaló része szerint: „Bezeréte, a Garamvölgyben fekvő tót kisközség, 419 róm. kath. vallású lakossal. A saskői vár tartozéka volt és ennek sorsában osztozott. 1424-ben villa Beserethe néven találjuk említve, a mikor a most is hozzá tartozó Ladnó puszta, villa Lednon néven szerepel. Később a kincstár lett a  23földesura, s ma is az. Kath. temploma Jallna községgel közös és 1775-ben épült. Postája Jallna, távirója és vasúti állomása Garamberzencze."
A trianoni diktátumig Bars vármegye Garamszentkereszti járásához tartozott.
Ezután mezőgazdasági jellegű település volt. 1939-ig fűrésztelep működött a településen. 1944-ben lakói támogatták a szlovák nemzeti felkelést. A háborút követően földműveléssel foglalkoztak, illetve a környék ipari üzemeiben (Garamszentkereszt, Zólyom, Körmöcbánya, Saskőváralja) dolgoztak.

## Népessége
| Év:            | 1994. | 2004.   | 2014.   | 2024.   |
| -------------- | ----- | ------- | ------- | ------- |
| Emberek száma: | 1130  | 1137    | 1203    | 1257    |
| Eltérés:       |       | +0,61 % | +5,80 % | +4,48 % |

| Év:            | 2023. | 2024.   |
| -------------- | ----- | ------- |
| Emberek száma: | 1256  | 1257    |
| Eltérés:       |       | +0,07 % |

1880-ban 293 lakosából 7 magyar és 267 szlovák anyanyelvű volt.
1890-ben 380 lakosából 19 magyar és 328 szlovák anyanyelvű volt.
1900-ban 414 lakosából 34 magyar és 373 szlovák anyanyelvű volt.
1910-ben 471 lakosából 36 magyar és 432 szlovák anyanyelvű volt.
1921-ben 516 lakosából 515 csehszlovák volt.
1930-ban 547 lakosából 1 magyar és 543 csehszlovák volt.
1970-ben 769 lakosából 767 szlovák volt. Jálnan 294 szlovák, Saskőkelecsényen 218 szlovák élt.
1980-ban 1224 lakosából 1 magyar és 1210 szlovák volt.
1991-ben 1140 lakosából 1 magyar és 1123 szlovák volt. 
2001-ben 1127 lakosából 1 magyar és 1082 szlovák volt.
2011-ben 1177 lakosából 1 magyar és 1052 szlovák volt.
2021-ben 1238 lakosából 1219 szlovák, 2 (+1) magyar, 2 (+8) cigány, (+1) ruszin, 8 (+5) egyéb és 7 ismeretlen nemzetiségű volt.

## Nevezetességei
- Római katolikus temploma 1775-ben épült barokk-klasszicista stílusban.
- Kápolna a 19. század közepéről.
- Fa harangláb a 20. század elejéről.
- Területén a Tralaland nevű nagy rekreációs park található.